# Araya Selassie Yohannes
Pour les articles homonymes, voir Selassié.
Araya Selassie Yohannes (1867-1888) est un militaire et un homme politique éthiopien, fils du Negusse Negest Yohannes IV.

## Biographie
Araya Sélassié est né en 1867, il est le fils légitime de Yohannes IV et de woyzero Tebebeselassié. En 1882, à peine âgé de quinze ans, il épouse la très jeune Zewditou, âgée de six ans, fille de Menelik II (future impératrice Zewditou Ire). Cette union fait suite à un arrangement entre le négusse Yohannes et le père de Zewidtou. L'année suivante, il devient gouverneur du Wello et en 1886, il est placé à la tête du Bégemeder. 
Araya Selassie décède à Meqelé, deux années plus tard laissant Yohannes avec un seul fils illégitime, Mengesha, qui ne lui succèdera donc pas.